# Pégase (M644)
Pour les articles homonymes, voir Pégase (homonymie).
Le Pégase, indicatif visuel M644,  est un chasseur de mines de la Marine française de classe Tripartite. Il a repris le nom d'un ancien dragueur de mines de la classe Sirius, le Pégase M710 (1956-1974).

## Historique et missions
Sa ville marraine est Antony (Hauts-de-Seine) du 9 novembre 1986 au 17 juin 2011. Quelques mois après un nouveau parrainage par une autre ville des Hauts-de-Seine, Bourg-la-Reine, une cérémonie a lieu dans cette commune le 7 mai 2014 pour le célébrer, en présence d'une délégation de trente-trois marins du Pégase conduite par le lieutenant de vaisseau Pierre Roussel,. 
Ses missions sont « la détection, la localisation, la classification, l'identification puis la destruction ou neutralisation des mines par fonds de 10 à 80 mètres, le guidage des convois sous menace de mines et la pénétration sous la mer, la recherche d'épaves ».
Au 13 novembre 2013, le navire était en préparation opérationnelle à Brest.
En mai-juin 2019, il participe à des missions de déminage dans le cadre d'une mission de l'OTAN en Mer Baltique. Il fait notamment escale à Klaipėda, Stockholm et Helsinki.
Actuellement stationné à Copenhague